# Banco Exterior de España
El Banco Exterior de España (BEX) fou una entitat financera constituïda el 3 de juny de 1929 sota el patrocini de l'Estat espanyol amb la finalitat de facilitar el finançament del comerç exterior i les relacions econòmiques amb altres estats, així com buscar nous mercats per als productes espanyols i facilitar a les companyies espanyoles canalitzar tant les importacions com les exportacions. El 1991 es va fusionar amb la Caja Postal de Ahorros per formar el grup Argentaria.

## Història
Un cop constituït, a l'adjudicació s'hi van presentar el Banco Urquijo i el Banco de Crédito Industrial, però tant el Banc d'Espanya com la Cambra de Comerç, Indústria i Navegació de Madrid n'eren contraris, de manera que finalment fou adjudicat al grup català Sociedad Anónima de Crédito Nacional Peninsular y Americano, fundada l'agost de 1928 pel Banc de Catalunya, el Banco Central, el Banco Hispano Colonial, la Banca Marsans i la Banca Arnús-Garí. Els seus principals consellers eren Eduard Buxaderas de la Cantera, Salvador Ferrandis i Luna, Carles Maristany i Benito, Eduard Recasens i Mercadé i Francesc Recasens i Mercadé.
Abans de la guerra civil espanyola només tenia una sucursal oberta a Bata, mentre que durant la guerra va canalitzar les operacions amb els Estats Units i les seves sucursals a Gran Bretanya, Bèlgica i França mantenien sucursals fidels al govern de la Segona República Espanyola, de manera que a través d'elles es van canalitzar totes les transaccions exteriors de la República. Per la seva banda, la Junta Tècnica de l'Estat de Burgos va constituir el seu propi Banco Exterior de España el 2 de juny de 1937 i va pletejar sobre la legitimitat del Banco de la República
L'Institut Nacional d'Indústria va iniciar la privatització de l'entitat el 1940, però el 1962 s'aturà aquesta tendència, a causa que el Plan de Desarrollo havia provocat un fort augment de les seves activitats comercials. Les accions foren entregades a l'Instituto de Crédito Oficial (ICO). El 1971 l'estat mantenia una participació del 53,6%. Quan va tenir lloc la crisi bancària de 1981 va absorbir, entre d'altres, al Banco Rural i al Banco Mediterráneo.
El 1991 es va fusionar amb les entitats públiques Caja Postal de Ahorros, Banco Hipotecario de España, Banco de Crédito Local, Banco de Crédito Agrícola i Banc d'Alacant per formar Argentaria (Corporació Bancària d'Espanya SA). Aleshores la participació de l'Estat en el Banc era del 75%. El 1999 Argentaria es fusionaria amb el Banco Bilbao Vizcaya per formar Banco Bilbao Vizcaya Argentaria (BBVA).